# Список умерших в 1129 году

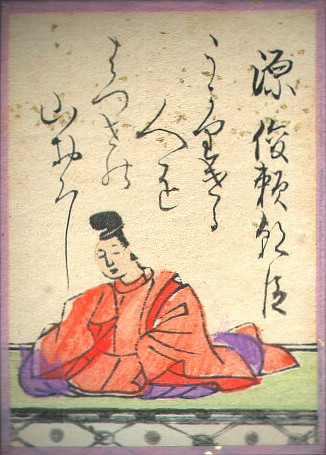
Минамото но Шунраи

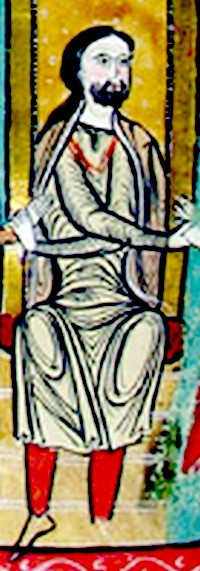
Бернар Атон IV

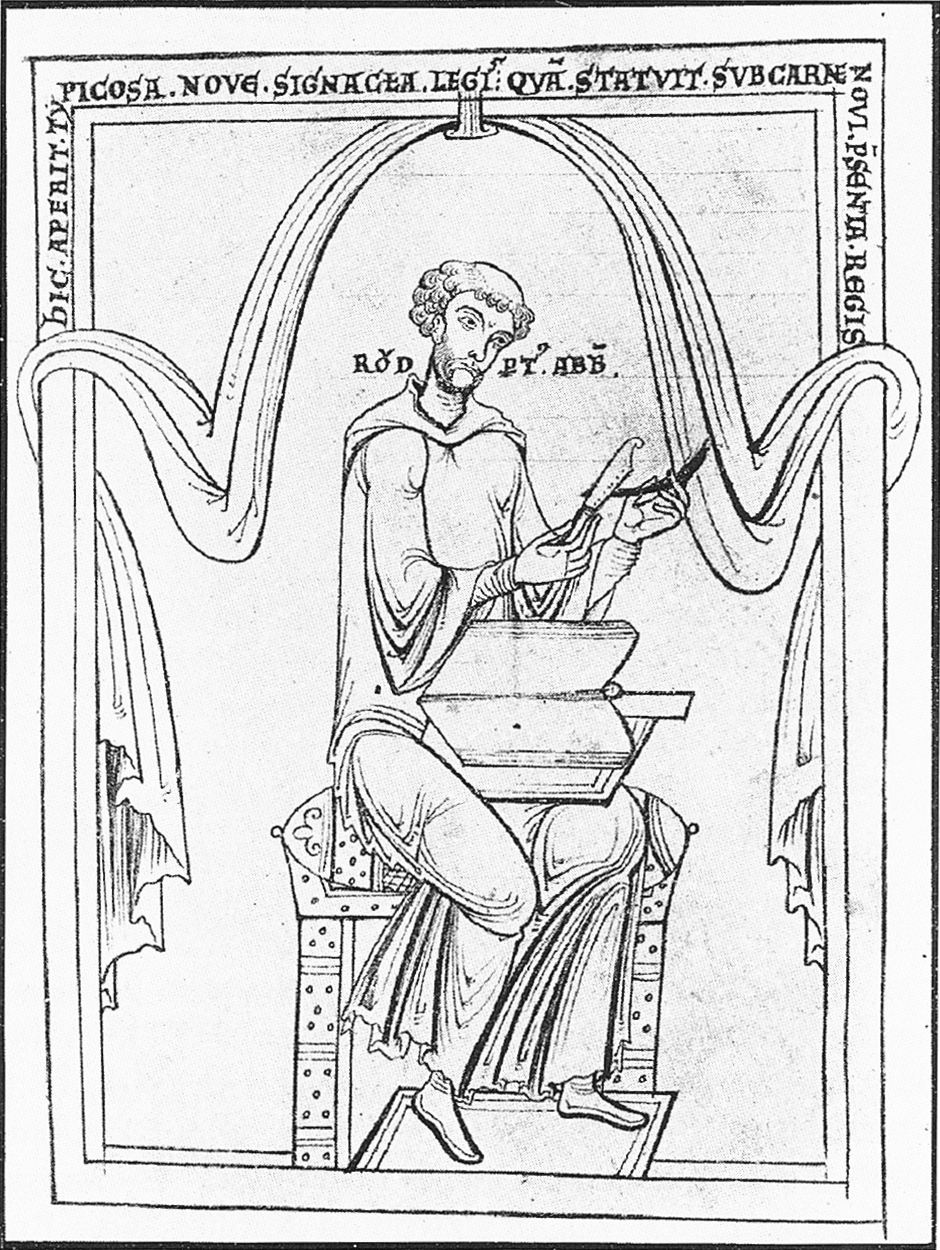
Руперт из Деутца

В этой статье представлен список известных людей, умерших в 1129 году.
См. также: Категория:Умершие в 1129 году

## Январь
- 29 января — Минамото но Шунраи[англ.] — японский поэт.
- Ранульф ле Мешен — виконт де Байё (1089—1129), виконт д’Авранш и граф Честер (1120—1129).

## Март
- 4 марта — Руперт из Дёйца — бенедиктинский монах, теолог и писатель.
- 8 марта — Герхард I — первый граф Гельдерна (1096—1129)

## Апрель
- 1 апреля — Цельсий[англ.] — первый архиепископ Армы (1105—1129), первый примаc всей Ирландии, святой римско-католической церкви.

## Июль
- 24 июля — Сиракава — император Японии (1073—1087)

## Октябрь
- 24 октября — Леопольд Сильный — маркграф Штирии (1122—1129)
- Гильом III — граф Форкалькье (1129)

## Ноябрь
- Найджел д’Обиньи — нормандский дворянин, один из самых привилегированных сторонников английского короля Генриха I

## Декабрь
- 30 декабря — Руджеро Каннский[итал.] — епископ Канн, святой римско-католической церкви.

## Дата неизвестна или требует уточнения
- Аделаида (Алиса) Прованская — графиня Прованса (1063/1067— ?), первая графиня Форкалькье (?—1129), графиня-консорт Урхеля (1079—1092), жена графа Эрменгола IV
- Бернар Атон IV — виконт Нима и виконт Альби (1074—1129), виконт Агда, виконт Безье и виконт Каркассона (1099—1129)
- Дульса I — графиня Прованса, виконтесса Мийо.
- Константин II[англ.] — князь Киликии (1029). По другим источникам, умер в 1030 году.
- Ованес Имастасер — армянский учёный, философ, богослов, поэт; реформатор армянского календаря.
- Сантюль II — участник первого крестового похода, граф Бигорра (1113—1129), сломал феодальную связь Бигорра с Францией, установил связи с Арагоном.
- Святополк — князь бодричей (1127—1129). Убит.
- Симеон Даремский — средневековый английский хронист и монах Даремского монастыря, автор «Historia regum Anglorum et Dacorum» и ряда других работ по истории Англии XI — начала XII веков. Умер после 1129 года
- Торос I — князь Киликии (ок. 1101—1129). По другим источникам, умер в 1130 году.
- Уильям Гиффорд[англ.] — лорд-канцлер Англии (1093—1101), епископ винчестерский (1100—1129)
- Уолтер Фиц-Роджер — английский барон, шериф Глостершира и кастелян Глостерского замка примерно с 1197 года, констебль английского королевского двора (с 1114).
- Чжао Минчэн — средневековый китайский историк, исследователь надписей на бронзовых сосудах, автор труда «Цзинь ши лу» («Записки о надписях на бронзе и камне»)
- Ярослав Святославич — князь муромский (1097—1123, 1127—1129), князь черниговский (1123—1127). Святой русской православной церкви.